# 松島泰勝
松島泰勝（1963年4月—）日本經濟學家，出身沖繩縣石垣島，為琉球國八重山士族後裔，本姓玻立。現任龍谷大學經濟學部教授。
1989年畢業於早稻田大學政治經濟學部經濟學科。1992年，在該大學經濟學研究科取得碩士學位。1998年，又取得博士學位。曾先後在東京水產大學、橫濱市立大學、縣立廣島女子大學（今縣立廣島大學）、東海大學、關西大學、愛知大學等學校擔任教授。自2008年起，在龍谷大學經濟學部擔任教授，研究國際經濟學科。
2013年5月15日，松島泰勝與沖繩國際大學副教授友知政樹等人一起組織「琉球民族獨立綜合研究學會」，探討琉球獨立的可能性。
2018年成立琉球民族遺骨返還研究会，要求京都大學歸還於1928年盜挖百按司墓所取得之琉球人遺骨，並擔任琉球遺骨返還請求訴訟團長，與兩名第一尚氏王朝子孫龜谷正子（明氏龜谷家成員）、玉城毅在同年12月入稟京都地方裁判所控告京都大學。

## 主張
沖繩縣的地位並不是由琉球人通過住民投票決定的，美軍基地和自衛隊基地也作為壓制琉球獨立的裝置運作，阻礙琉球人行使自決權，這一點也違反了國際法。 他認為，沖繩的基地問題被縮小為國內問題，並被法院、國會、行政機構壓制，因此決定通過聯合國提出主張。
根據野嶋剛的說法，松島對台灣獨立運動持批評態度。野嶋指出，松島在2016年12月3日於沖繩國際大學舉辦的琉球民族獨立綜合研究學會研討會上表示，台灣獨立運動旨在與日美聯繫並脫離中華主義，而琉球獨立運動則是追求從日本的「去殖民化」以及要求撤除美軍基地，兩者的目標大不相同，因此難以聯合。

### 防衛
主張非武裝中立，要求撤出自衛隊和駐日美軍，目標是實現永久中立，並與所有國家建立平等的外交關係。 即使琉球獨立後，也不主張琉球擁有軍備。 他表示：「像波羅的海的奧蘭群島一樣，通過非武裝中立，周邊國家的穩定得以維持。」「國家不一定需要擁有軍隊，這是21世紀國家的形態。」

### 琉球獨立與海外合作
2020年4月23日，普京總統簽署了一項法案，將「第二次世界大戰結束日」定為9月3日的「對日戰勝紀念日」。受此影響，不僅在中國，連俄羅斯也逐漸形成了共同分享對日本帝國勝利的歷史觀。俄羅斯是由列寧等人主張「民族自決權」而建國的，因此它是可以在琉球去殖民化過程中協助的國家之一。 同時，他還指出，長期受日本帝國迫害的琉球，若獲得聯合國安理會常任理事國俄羅斯和中國的支援，將能對日本政府的殖民統治施加壓力。

### 接受環球時報訪問
2023年3月2日，中國共產黨機關報《環球時報》的一次採訪中提到：「中國不是日本的威脅。」他還表示：「日本安全政策的核心，是為了不讓日本的外交影響力減弱，應加強與中國和美國的政治、經濟關係。」 他認為，日本政府現在強調中國是「日本的威脅」，並藉此加強日美同盟，推動美中對立，故意惡化中美關係，製造外交不平衡。在經濟層面，中國對日本非常重要。他還指出：「台灣問題是中國的內政問題，與日本無關。」所謂的「台灣有事就是日本有事」是錯誤的觀點，並且認為，是日本政府讓日本與重要鄰國的關係惡化，這才是對日本的最大威脅。

### 在北京大學研討會上的發言
2023年10月28日和29日，松島參加了在中華人民共和國北京大學舉行的沖繩前沿學術國際研討會。在會議上發表了關於琉球民族遺骨返還運動揭示的琉球民族歷史與文化起源的演講，強調這是擺脫殖民主義的日琉同祖論的一部分。松島指出，琉球文明的源流應該是中國文明，而日本拒絕歸還遺骨無疑是日本帝國主義現實的體現。松島還提到，根據墓誌和頭蓋骨等考古學研究，日琉之間並非同祖，這一點被強調出來。日本方面拒絕歸還骸骨的行為，顯然與中國和琉球的友好關係形成鮮明對比，這無疑是日本帝國對琉球進行殖民統治的現實體現。

## 著作
其主要著作有《沖繩島嶼經濟史》、《琉球的「自治」》（琉球の「自治」）、《密克羅尼西亞》（ミクロネシア）、《琉球獨立之路》（琉球独立への道）等。
1. ↑  . 現代の理論. 現代の理論社. 2014-12-07  [2022-09-19]. （原始内容存档于2024-12-17）.
2. ↑  沖縄（琉球）が独立する日－国際的に正当性を訴える 龍谷大・松島泰勝教授にきく（上）2013.1.22
3. ↑  . Yahoo!ニュース.   [2017-02-10]. （原始内容存档于2024-02-24）.
4. ↑  .   [2024-10-04]. （原始内容存档于2024-10-07）.
5. ↑  .   [2024年10月4日]. （原始内容存档于2025年2月7日）.
6. ↑  .   [2024年10月4日]. （原始内容存档于2024年10月7日）.
7. 1 2  帝国の島――琉球・尖閣に対する植民地主義と闘うP336 松島 泰勝
8. 1 2  .   [2024-10-04]. （原始内容存档于2023-03-30）.
9. 1 2  .   [2024-10-04]. （原始内容存档于2023-03-29）.
10. 1 2 3  .   [2024-10-19]. （原始内容存档于2024-12-21）.
11. 1 2 3  .   [2024-10-19]. （原始内容存档于2024-11-02）.